# アイズラー・ソロモン
アイズラー・ソロモン（Izler Solomon, 1910年1月11日 - 1987年12月6日）は、アメリカ合衆国の指揮者。

## 経歴
ミネソタ州セントポールの生まれ。ニューヨークでヴァイオリンを学び、1931年にランシング市管弦楽団のコンサートマスターとなったが、同年、急病の指揮者の代役として指揮をしたことで指揮者に転向した。1936年にはイリノイ交響楽団の指揮者を務め、1941年にはコロンバス・フィルハーモニー管弦楽団の首席指揮者に転出。1956年にインディアナポリス交響楽団の首席指揮者に就任したが、1976年に脳卒中に倒れて引退を余儀なくされた。
インディアナ州フォートウェインにて没。